# Чжан Уфэн
Чжан Уфэн (кит. 张务锋, род. октябрь 1960, Лайу, Шаньдун) — китайский бывший государственный и политический деятель, начальник Государственного управления по зерну и резервам КНР в 2018—2022 гг.
Депутат Всекитайского собрания народных представителей 12-го созыва. Член Центральной комиссии КПК по проверке дисциплины (ЦКПД) 19-го созыва.
В июне 2022 года стал фигурантом антикоррупционного расследования ЦКПД, снят со всех должностей, 30 декабря 2022 года исключён из Компартии Китая.

## Биография
Родился в октябре 1960 года в Лайу, провинция Шаньдун.
В феврале 1978 года поступил в бизнес-школу Цзинина по специальности «статистика», после окончания которой в декабре 1979 года направлен по распределению в управление промышленности и торговли администрации провинции Шаньдун. В июне 1987 года вступил в Коммунистическую партию Китая. В августе 2000 года дослужился до заместителя начальника управления.
В декабре 2006 года переведён в Линьи на пост первого заместителя мэра города. В январе 2011 года назначен исполняющим обязанности мэра, в следующем месяце утверждён в должности мэра Линьи.
С февраля 2013 по июль 2015 года — председатель комитета по развитию и реформам правительства провинции Шаньдун, после чего занял должность вице-губернатора провинции.
В феврале 2017 года вступил в должность начальника Государственного управления по зерну КНР (в апреле 2018 года преобразовано в Государственное управление по зерну и резервам КНР) и одновременно вошёл в состав Государственного комитета по развитию и реформам КНР.
16 июня 2022 года Центральная комиссия КПК по проверке дисциплины и Государственная надзорная комиссия КНР инициировали следственные действия в отношении Чжан Уфэна. 30 декабря 2022 года исключён из Компартии Китая. 18 января 2023 года арестован решением Верховной народной прокуратуры по подозрению в получении взяток.